# Pueblo wampís
El pueblo wampís o pueblo huambisa (en wampís: wampistí) es un pueblo indígena de la Amazonía peruana emplazado en las provincias de las provincias de Condorcanqui en Amazonas y del Datem del Marañón en Loreto, en las cuencas altas de los ríos Morona y Santiago, tributarios del río Marañón.  Buena parte de los wampís contemporáneos así como sus organizaciones de autogobierno autorreconocen a su pueblo como una nación, la nación wampís, aunque no han sido reconocidos así por el Estado peruano.
Su idioma propio, la lengua wampís, pertenece a la familia de las lenguas jíbaras o chicham, aunque son comunes también entre ellos el castellano, el awajún y el shuar.
En concordancia con sus reclamos de derechos territoriales ancestrales y su reivindicación como nación, en 2015 grupos wampís conformaron el Gobierno Autónomo Territorial de la Nación Wampís, una organización de coordinación, gobernanza territorial y representación, que se autodenomina representante de los wampís en general.